# Strukov
Strukov (in tedesco Strukowitz) è un comune della Repubblica Ceca facente parte del distretto di Olomouc, nella regione di Olomouc.